# Epione apiciaria
Epione apiciaria är en fjärilsart som beskrevs av Ignaz Schiffermüller 1775. Epione apiciaria ingår i släktet Epione och familjen mätare. Inga underarter finns listade i Catalogue of Life.